# Robsonodendron maritimum
Robsonodendron maritimum är en benvedsväxtart som först beskrevs av Bolus, och fick sitt nu gällande namn av R.H. Archer. Robsonodendron maritimum ingår i släktet Robsonodendron och familjen Celastraceae. Inga underarter finns listade.